# Wanner Miller
Wanner Miller Moreno, né le 22 juillet 1987 à Vigía del Fuerte, est un athlète colombien, spécialiste du saut en hauteur.

## Carrière
Son record personnel est de 2,28 m, obtenu avec la médaille d'or aux Championnats ibéro-américains à Barquisimeto ce qui lui donne le minima B pour les Jeux olympiques de Londres 2012.
Aux Jeux olympiques de Londres, il atteint la finale et se classe 9e avec 2,25 m, échouant de peu à un record personnel à 2,29 m. C'est le seul résultat significatif de sa carrière au niveau mondial. 
Il continue toujours les compétitions mais n'a réussi à passer les 2,20 m qu'une seule fois depuis 2012 : le 21 novembre 2015. Il se prépare pour les Jeux olympiques de 2020.

## Palmarès
| Date | Compétition                    | Lieu                 | Résultat | Marque |
| ---- | ------------------------------ | -------------------- | -------- | ------ |
| 2010 | Championnats ibéro-américains  | San Fernando         | 2e       | 2,18 m |
| 2011 | Championnats d'Amérique du Sud | Buenos Aires         | 4e       | 2,17 m |
| 2012 | Championnats ibéro-américains  | Barquisimeto         | 1er      | 2,28 m |
| 2012 | Jeux olympiques                | Londres              | 8e       | 2,25 m |
| 2013 | Championnats d'Amérique du Sud | Carthagène des Indes | 2e       | 2,19 m |

## Records
| Épreuve         | Épreuve   | Performance | Lieu                   | Date                    |
| --------------- | --------- | ----------- | ---------------------- | ----------------------- |
| Saut en hauteur | Plein air | 2,28 m      | La Havane Barquisimeto | 27 mai 2012 8 juin 2012 |